# Памфлет
Памфлет (англ. pamphlet від грец. pan — усе, phlego — палю) — різновид літературного чи публіцистичного твору, зазвичай спрямований проти політичного устрою в цілому чи окремої його частини, проти тієї чи іншої соціальної групи, партії, управління тощо, найчастіше — через розкриття окремих представників.

## Характерні особливості
Памфлет оголено тенденційний, призначений для прямого впливу на громадську думку. Його стилю притаманна яскрава афористичність, ораторські інтонації, експресивність, іронія, згущена до сарказму. Памфлет, що спотворює факти, окарикатурює дійсність та опонентів, грубо порушує правила еристики, називають пасквілем.

## Історія жанру
Жанр памфлету склався у добу Реформації (М. Лютер, Е. Роттердамський), розвивали його Джонатан Свіфт, Вольтер, В. Гюґо, Е. Золя, Г. Манн та інші. Спочатку памфлетами називали невеличкі книжечки, а згодом — і короткі твори, в яких зрозумілою для широкого кола читачів мовою автори викладали свої погляди на питання громадського життя.
Українська література має свою памфлетну традицію, відому з часів полемічної літератури (Іван Вишенський), вона продовжилась і в 20 ст. (Микола Хвильовий та ін.).